# Complesso del Messia

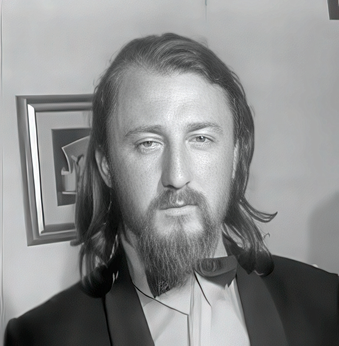
Laszlo Toth vandalizzò la Pietà di Michelangelo con un martello, gridando "Io sono Gesù Cristo risorto dai morti". Fu dichiarato socialmente pericoloso e ricoverato in un ospedale psichiatrico.

Il complesso del Messia (anche complesso di Cristo o sindrome del Salvatore) è uno stato mentale in cui un individuo ritiene di essere destinato a diventare un Messia nel presente o nel vicino futuro. L'espressione può riferirsi, inoltre, a una condizione in cui un individuo crede di essere responsabile di salvare o assistere altre persone (un esempio ne è il white savior complex).
Questo complesso è spesso riportato in pazienti che soffrono di disordine bipolare e schizofrenia. Quando è manifestato in seguito alla visita, da parte di una persona religiosa, a Gerusalemme, può essere identificata come una psicosi conosciuta come sindrome di Gerusalemme.

## Nella cultura di massa
Nell'episodio 16 della ventunesima stagione de I Simpson: Nel tentativo di far avvicinare Homer alla religione, Ned Flanders invita i Simpson a un pellegrinaggio in Terra Santa. Li, incontrano una guida turistica israeliana arrabbiata e Homer inizia a credere di essere il messia.